# The Girl Engineer
The Girl Engineer è un cortometraggio muto del 1913 diretto da J.P. McGowan. Il film è il ventitreesimo episodio del serial The Hazards of Helen, uno dei numerosi corti che girarono insieme McGowen e la moglie, l'attrice Helen Holmes. Il soggetto si deve all'attrice, qui alla sua prima sceneggiatura.

## Produzione
Il film fu prodotto dalla Kalem Company.

## Distribuzione
Distribuito dalla General Film Company, il film - un cortometraggio in una bobina - uscì nelle sale cinematografiche statunitensi il 17 aprile 1915. È conosciuto anche con il titolo The Hazards of Helen: The Girl Engineer, ventitreesimo episodio del serial della Kalem.